# Rohrleitungsverbindung
Rohrleitungsverbindungen oder Rohrverbindungen dienen zum Koppeln von Rohr- und Schlauchleitungen sowie zum Anschluss von Armaturen, Pumpen und ähnlichem. Rohrverbindungen dienen in der Regel zugleich zum Abdichten und zur konstruktiven Verbindung, d. h. zum Ausrichten der verbundenen Elemente und zum Weiterleiten von Kräften. Verbindungen durch Schraubfittings und Formstücke können später wieder gelöst werden. Verschraubungen und Manschettenverbindungen können gelöst werden, ohne die Rohre dabei zu verschieben.
Rohrverbindungen werden nach betrieblichen Anforderungen (Lösbarkeit der Verbindung), Betriebsbedingungen (Druck und Temperatur), Medium und Werkstoff von Rohrabschnitten und Formstücken (Schweißbarkeit) ausgewählt.
Rein konstruktive Rohrverbinder ohne abdichtende Funktion werden als Rohrverbindungselement bezeichnet.

## Arten

### Schweißverbindungen
Schweißverbindungen von metallischen Rohrwerkstoffen sind für alle Drücke und Temperaturen möglich; Schweißverbindungen von Kunststoffen im Rahmen der jeweiligen Materialeigenschaften. Die Verbindung von teilkristallinen thermoplastischen Kunststoffen geschieht durch:
- Heizelementstumpfschweißen von Polyethylen, Polypropylen oder Polyvinylidenfluorid bei dem Rohrenden und Muffen kurzzeitig auf ein entsprechend bemessenes Heizelement gesteckt und gleich anschließend zusammengefügt werden,
- Heizwendelschweißen von Polypropylen (PP), Polyethylen (PE) und Polybuten (PB), bei dem bereits bei der Fertigung in jedes Formstück ein verlorenes Heizelement integriert wird, das nach dem Zusammenstecken durch das Anlegen elektrischer Spannung aktiviert wird.

### Lötverbindung
Lötverbindung mit Fittingen aus Kupfer sind im Heizungsbau üblich, werden aber seit der Jahrtausendwende von Pressverbindungen aus Kupfer oder (außen) verzinktem Stahl abgelöst. Seltener werden auch Stahlrohre (hart-)gelötet.

### Pressverbindungen
Pressverbindungen setzen sich in der Haustechnik, aber auch in industriellen Anwendungen zunehmend durch, da die Durchführung einer Verpressung bis 54 mm Rohrdurchmesser gewöhnlich nur 5 bis 7 Sekunden dauert und es kaum zu Undichtigkeiten kommt. Pressfittings und Rohre bestehen meist aus rostfreiem Stahl, verzinktem Stahl (genannt „C-Stahl“ bzw. Carbonstahl) oder Kupfer. Rohr und Mittelteil des Fittings können auch aus Kunststoff und aus Verbundmaterial bestehen.
Die Verpressung wird mit einer Presszange oder Pressmaschine sowie mit Pressbacken ausgeführt, die eine zum Fitting passende Größe und Presskontur besitzen.
Bei rein metallischen Systemen und Verwendung von temperaturfesten Dichtringen sind auch Anwendungen in höheren Temperaturbereichen wie Solarinstallationen möglich.
Bei hygienekritischen Anwendungen kann es von Nachteil sein, dass im Ringspalt zwischen Rohr und Fitting ein geringer Totraum verbleibt, der mit mechanischen Mitteln nicht zu reinigen ist.

### Flanschverbindungen
Flanschverbindungen sind besonders für größere Rohrdimensionen und hohe Drücke und Temperaturen begrenzt.

### Schraubverbindungen
Schraubverbindungen für mittlere Drücke und Temperaturen. Traditionell werden in Heizungsbau und Sanitärtechnik Whitworth-Gewinde auf die Rohrenden geschnitten. Rohre und Fittinge werden miteinander verschraubt, bis das konische Außengewinde mit dem parallelen Innengewinde metallisch dichtend aneinander liegen. Zur Verbesserung der Dichtwirkung wird das Außengewinde entweder mit einem teflonhaltigen Dichtband umwickelt, mit Dichtmasse verklebt oder traditionell mit Dichtungshanf belegt und mit einer ölhaltigen Dichtpaste bestrichen.
Gewindeverbindungen, die durch eine Überwurfmuttern gelöst werden können, ohne die Rohrleitung zu demontieren, werden als Schraubkupplung oder Verschraubung bezeichnet.
Die beiden Hälften der Schraubkupplung werden auf die Gewinde der zu verbindenden Rohre aufgeschraubt und ihrerseits durch die Überwurfmutter verbunden. Sie besitzen eine glatte Dichtfläche, die entweder metallisch dichtend und konisch geformt ist oder mit zwischengelegtem Dichtring flachdichtend ausgeführt werden.
Neben der Verbindung von Rohren dienen Schraubkupplungen auch dem Anschluss von Armaturen, Stutzen und Pumpen. Anschlüsse an Heizkörpern und zugehörigen Armaturen wie Thermostatventilen sind heute überwiegend mit dem standardisierten Eurokonus ausgestattet, der kompatibel mit entsprechend ausgeformten Anschlussstutzen verschiedener Hersteller ist.
Bei Rohrgrößen über 1½″ (DN 40) werden eher Flanschverbindungen eingesetzt.
Auch Schmiegungsdichtungen sind metallisch dichtend und benötigen keine elastischen Dichtringe.

#### Milchrohrverschraubungen
Rohrverschraubung für Lebensmittel und Chemie, sogenannte Milchrohrverschraubungen, werden ebenso wie TRI-Clamp-Verbindungen für Medien aus dem Lebensmittel-, Chemie- und Pharmaziebereich verwendet.

### Klemmverschraubungen
Zum Verspannen von Klemmverschraubungen mit dünnwandigen Überwurfmuttern sollen nur offene Ringschlüssel verwendet werden, um eine Verformung und Verkantung der Mutter zu vermeiden. Im Gegensatz zu Gabelschlüsseln umgreifen diese die Mutter fast ringsum.

#### Schneidring- und Klemmringverschraubungen
Schneidring- und Klemmringverschraubungen für Kupfer-, Stahl-, Kunststoff- und Verbundrohre gehören zu den Metallprofildichtungen. Die Klemmung wird meist durch das Aufschrauben einer Überwurfmutter mit Innengewinde erreicht, die einen Klemmring komprimiert. Der Klemmring besteht häufig aus einer Kupferverbindung oder anderem plastisch verformbarem Material, das sich beim Anziehen um das Rohrende legt und dieses leicht einschnürt. Alternativ wird der Klemmring dünn genug dimensioniert, um sich beim Verspannen elastisch zu verformen.
Bei modernen Steckverbindungen wird stattdessen ein Klemmring aus geschlitztem Federstahl verwendet, dessen Krallen beim Einführen des Rohres auseinander geschoben werden und sich beim Auftreten von Zug ins Material des Rohres graben.
Bei rein metallischen Systemen sind Anwendungen in höheren Temperaturbereichen (Solarinstallation) und unter hohem Druck (Hydraulik) möglich. Weiche und mittelharte Kupferrohre benötigen ebenso wie Kunststoff- und Verbundrohren, die nicht aus dickwandigem Hart-PVC bestehen, im Allgemeinen einen Stützring im Rohrinneren, der das Rohr stabilisiert, aber den freien Rohrquerschnitt reduziert.
Schneidring- und Klemmringverschraubungen können nicht ohne weiteres voneinander abgegrenzt werden. Bei Klemmringverschraubungen ist es unter Umständen möglich, den Klemmring vom Rohrende abzuziehen, während die Verbindung bei Schneidringverschraubungen nach dem Anziehen oft nicht mehr zu lösen ist, da Schneidring und eingeschnürtes Rohrende eine formschlüssige Verbindung bilden.
Klemmringverschraubungen sind nach DIN EN 1254-2 genormt. In Verbindung mit Kupferrohren können sie in Trinkwasserinstallationen, Heizungs- und Kühlsystemen, Solaranlagen, Erdgasleitungen (nur für Anschlussverschraubungen) sowie Heizölleitungen bis DN 25, in Anlagen für betriebliche Druckluft und technischen Gasen sowie in Regenwassernutzungsanlagen eingesetzt werden.
Schneidringverschraubungen können für höhere Drücke als Klemmringverschraubungen eingesetzt werden. So etwa für Hydraulikanlagen bis etwa 600 bar.

#### Quetschverschraubungen
Quetschverschraubungen ähneln den Klemmring- bzw. Schneidringverschraubungen, jedoch wird die Verbindung (und zugleich Abdichtung) hergestellt, indem ein um das Rohr gelegter Ring oder eine Hülse aus einem komprimierbaren Werkstoff (in der Regel ein elastischer Kunststoff) durch eine Überwurfmutter zusammengequetscht wird.

#### Bördelverbindung (Stülpverbindung)
Für eine Bördelverbindung wird das Rohrende von Kupfer- und Stahl- und Verbundrohren mit kleinem Durchmesser und begrenzter Wandstärke mit einem speziellen Werkzeug ringsum aufgeweitet oder zu einem Stulp (Flansch) nach außen umgebördelt. Die kegelförmige Aufweitung oder der Stulp werden dann mittels einer Überwurfmutter auf einen Konus oder eine plane Dichtfläche gepresst.
Die Rohrenden von Mehrschichtverbundrohren sowie Stahlrohren mit kleinem Durchmesser werden kegelförmig aufgeweitet und von einer Überwurfmutter auf einen entsprechend geformten Konus gepresst. Im Falle des Verbundrohrs hat dies gegenüber Pressverbindungen den Vorteil, dass der freie Rohrquerschnitt nicht durch die notwendige innere Stützhülse reduziert wird. Nachteilig ist die gegebenenfalls reduzierte Vibrations- und Druckfestigkeit durch die Reduzierung der Wandstärke beim Aufweiten des Rohrendes.
Umlaufend um 90° aufgekantete Bördelverbindungen dienen oft zur Verbindung von dünnen verchromten Kupferrohren mit dem Korpus von Mischbatterien, sofern diese nicht fest eingelötet sind (das gegenüberliegende Rohrende wird meist mit einer Quetschverschraubung angeschlossen).

### Schiebehülsenverbindungen
Schiebehülsenverbindungen werden bei Rohren aus vernetztem Polyethylen („PEX“) angewandt. Wie bei Bördelverbindungen werden die Rohrenden aufgeweitet, ein Stützkörper eingeführt und die zuvor aufgeschobene Schiebehülse wird unter Spannung mit einer speziellen Zange zurück zum Rohrende hin geschoben. Durch den Stützkörper verringert sich der Innendurchmesser, aufgrund der vorherigen Aufweitung aber nicht so deutlich wie bei vielen Klemmringverschraubungen mit Stützkörper.

### Muffenverbindungen
Als Muffenverbindungen können im weiteren Sinne alle Rohrverbindungen bezeichnet werden, bei denen das (Spitz-)Ende des Rohres in das aufgeweitete Ende eines weiteren Rohres oder eines Formstücks oder Fittings geschoben (unter Umständen auch geschraubt) wird.
Im engeren Sinn besteht eine Muffenverbindung aus einem aufgeweiteten Rohrende, in welches das Ende eines anderen Rohres mit Normalmaß geschoben wird. Je nach Material lässt sich Aufweitung mithilfe einer Aufweitvorrichtung oder -zange, eines Kalibrierwerkzeugs (Expander) oder einer Muffen- oder Kelchzange handwerklich herstellen. Gegebenenfalls muss dafür das Material angewärmt oder im Falle von (halb-)hartem Kupfer zuvor durch ausglühen erweicht werden.
Kupfer- und einige Kunststoffrohre lassen sich zudem gut und in relativ kleinen Radien biegen. Mit einem speziellen Aushalser-Werkzeug können Bohrungen im Rohr gleichmäßig aufgebördelt werden, so dass sich auch Abzweige im Rohrverlauf als Muffenverbindung herstellen lassen. Mithilfe dieser Techniken kann auf Formstücke und Fittinge fast vollständig verzichtet werden.
Muffenverbindung können bei niedrigen Drücken und Temperaturen als reine Steckverbindung hergestellt werden. Hierbei sorgen speziell geformte Klemm- oder Dichtringe für eine mäßige Zugfestigkeit und Dichtheit der Verbindung.
Bei höheren Drücken und Temperaturen werden Kleb- und Lötverbindungen angewendet. Kunststoffrohre aus Polypropylen (PP), Polyethylen (PE) und PVC-U können auch durch Heizelementstumpf-, Heizwendel- oder Ultraschallschweißen verbunden werden, Rohre aus PVC-U auch durch Verklebung.

### Rohrkupplungen und Manschettenverbindungen
Verbindungsstücke zwischen Rohrenden werden als Kupplungen, Muffen oder Doppelmuffen bezeichnet, flexible Ausführungen auch als Manschetten. Manschetten werden heute oft durch Schellen oder Bänder aus Edelstahl umschlossen und stabilisiert.
Manschettendichtungen mittels der sogenannten Canadamanschette werden für niedrige Drücke und Temperaturen eingesetzt. Das typische Anwendungsgebiet sind Kanalisationsrohre. Mit Manschettendichtungen (z. B. Flex Seal) können auch Rohre mit unterschiedlichem Durchmesser und Material verbunden werden.

### Steckverbindungen
Steckverbindungen werden traditionell bei der Montage von Abwasserleitungen verwendet. Eine neuere Entwicklung sind Stecksysteme für druckbeaufschlagte Rohrsysteme aus Kunststoff, Kupfer und Stahl, die ohne Werkzeug montiert werden. Metallische Haltekrallen verhindern das Auseinanderrutschen der Verbindungen.

### Klebeverbindung
Klebeverbindungen werden häufig für Gas- und (Kalt-)Wasserinstallationen sowie für Säuren und andere Flüssigkeiten verwendet, die metallische Werkstoffe angreifen würden. Sichere Klebeverbindungen sind mit Kunststoffrohren aus PVC, CPVC und ABS möglich. Anwendungen innerhalb der Gebäudetechnik wurden seit der Jahrtausendwende überwiegend von Press- und Schiebehülsensystemen verdrängt.

### Nutverbindungen
Verbindung von genuteten Rohrenden und ebensolchen Verbindungsstücken über passende Kupplungen (z. B. Victaulic).

## Anwendungsbereiche

### Gasleitungen
unlösbare Verbindungsarten
- Gewindeverbindungen für Rohre nach DIN 2440 (Stahlrohre, mittelschwere Gewinderohre), DIN 2441 (Stahlrohre, schwere Gewinderohre), DIN 2442 (Gewinderohre mit Gütevorschrift; Nenndruck 1 bis 100)
- Verbindungen nach DIN 2391 (Nahtlose Präzisionsstahlrohre mit besonderer Maßgenauigkeit) Teil 1 (Maße) und Teil 2 (technische Lieferbedingungen), DIN 2393 (Geschweißte Präzisionsstahlrohre mit besonderer Maßgenauigkeit) Teil 1 (Maße) und Teil 2 (technische Lieferbedingungen), DIN 2394 (Geschweißte maßgewalzte Präzisionsstahlrohre) Teil 1 (Maße) und Teil 2 (technische Lieferbedingungen), DIN 2448 (Nahtlose Stahlrohre; Maße, längenbezogene Massen), DIN 2458 (Geschweißte Stahlrohre; Maße, längenbezogene Massen), DIN 2470 (Gasleitungen aus Stahlrohren mit Betriebsüberdrücken bis 16 bar; Anforderungen an die Rohrleitungsteile)
- Schweißverbindungen nach DIN 8564 Teil 1 (Schweißen im Rohrleitungsbau; Rohrleitungen aus Stahl, Herstellung, Schweißnahtprüfung)
- Hartlöt- und Schweißverbindungen an Kupferrohren nach DIN 1786 (Installationsrohre aus Kupfer, nahtlos gezogen), DVGW-Arbeitsblatt GW 2 (Verbinden von Kupferrohren für die Gas- und Wasserinstallation innerhalb von Gebäuden)
- Schweißverbindungen aus Kunststoffrohren nach DVGW-Arbeitsblatt G 472 (Verlegen von Rohrleitungen aus PVC hart mit einem Betriebsüberdruck bis 1 bar und aus PE hart mit einem Betriebsüberdruck bis 4 bar für Gasleitungen) und DVGW-Arbeitsblatt G 477 (Herstellung, Gütesicherung und Prüfung von Rohren aus PVC hart und HDPE für Gasleitungen und Anforderungen an die Rohrverbindung und Rohrleitungsteile)
- Klemmverbindungen mit DVGW-Prüfzeichen für Kunststoffrohre.

lösbare Verbindungsarten
- Verbindungsstücke nach DIN 3387 für metallene Rohre (mit glatten Enden)
- Verschraubungen nach DIN 2950 (Tempergussfittings), nach DIN 2991 (Stahlfittings mit Gewinde; Rohrverschraubungen), nach DIN 3378 Teil 1 (Gaszählerverschraubungen; Zweistutzenanschluss), nach DIN 3376 Teil 2 (Gaszählerverschraubungen; Einstutzenanschluss)
- Dichtungen für Verschraubungen nach DIN 3535 (Dichtungen für die Gasversorgung) Teil 1 (Dichtungen in Gasarmaturen für die Hausinstallation), Teil 3 (Dichtungswerkstoffe aus Elastomeren für Gasversorgungs- und Gasfernleitungen; Anforderungen und Prüfung), Teil 4 (Dichtungen aus IT-Platten in Gasarmaturen, Gasverbrauchseinrichtungen und Gasleitungen), Teil 5 (Dichtungswerkstoffe aus Gummi-, Kork- und Gummi-, Kork-Asbest für Gasarmaturen und Gasgeräte; Sicherheitstechnische Anforderungen, Prüfung), Teil 6 (Flachdichtungsmaterial auf Basis synthetischer Faser oder Graphit für Gasarmaturen; Gasgeräte und Gasleitungen). Für erdverlegte Außenleitungen werden nur Dichtungen nach Teil 3, 4 und 6 verwendet.
- Langgewinde aus Stahl oder aus Temperguss-Fertigbauteilen nach DIN 2981 – Stahlfittings mit Gewinde; Langgewinde (nicht für erdverlegte Leitungen)
- Flanschverbindungen nach DIN 2566 (Gewindeflansch mit Ansatz, Nenndruck 10 und 16), DIN 2631 (Vorschweißflansche Nenndruck 6), DIN 2641 (Lose Flansche; Vorschweißbödel, Glatte Bunde, Nenndruck 6), DIN 2673 (Lose Flansche mit Vorschweißbund; Nenndruck 10), DIN 16963 (Rohrverbindungen und Rohrleitungsteile für Druckrohrleitungen aus Polyethylen hoher Dichte (HDPE)[13]